# Leona Vicario (Quintana Roo)
Leona Vicario es una población del estado mexicano de Quintana Roo, localizada al norte del estado en el interior del municipio de Puerto Morelos, es la principal población de su zona rural, dedicada fundamentalmente a actividades urbanas

## Historia
Leona Vicario es una de las poblaciones más antiguas de lo que hoy es el Municipio de Puerto Morelos, tuvo su origen en la Hacienda de Santa María, localizada donde hoy esta la población moderna y que fue establecida al poco tiempo de la creación del Territorio Federal de Quintana Roo, en el año de 1902, la Hacienda de Santa María fue una concesión otorgada por el gobierno federal al Banco de Londres y México para la explotación del chicle y el palo de tinte, el auge de la producción chiclera atrajo población de varias partes del país, sobre todo de estados del centro como Guanajuato y del sureste como Oaxaca, el establecimiento inicial de la población fue difícil debido a las condiciones climatológicas y al hecho de que muchos grupos mayas aún se encontraban en rebeldía tras la Guerra de Castas y atacaban los campamentos chicleros matando a los trabajadores, considerando que los estaban despojando de sus tierras ancestrales, sin embargo, varios de estos grupos mayas depusieron las armas a raíz del establecimiento de la hacienda y algunos se establecieron en ella como trabajadores de la misma.
La Hacienda se comunicaba con la población portuaria de Punta Corcho, hoy Puerto Morelos, por una vía denominada de Trucks, que eran un tipo de vagones que eran arrastrados por caballos sobre una vía angosta, llevando así la producción chiclera a embarcarse rumbo a Cozumel, donde era comercializada hacia el interior del país y el extranjero. A la mitad aproximada de la distancia entre la Hacienda y Puerto Morelos fue construida una bodega de almacenamiento para el chicle, el lugar de este establecimiento dio origen a lo que hoy es la población de Central Vallarta, originalmente esta vía debía de prolongarse hacia el norte de Leona Vicario hasta Kantunilkín, pero nunca fue completada; la vía desapareció al terminar el auge de la producción, pero su trazado es el que sigue actualmente la carretera que une a Puerto Morelos, Central Vallarta y Leona Vicario.
En 1936 debido a la política de laicidad establecida por el gobernador del territorio, Rafael E. Melgar, la hacienda de Santa María fue renombrada como Leona Vicario, en honor a la heroína de la Independencia de México esposa de Andrés Quintana Roo, en esta misma época recibieron sus nombres actuales otras poblaciones, entre ellas la capital del estado, Chetumal. Al término de la Segunda Guerra Mundial, la demanda mundial del chicle tuvo un importante declive, terminando con ello el auge dé la hacienda que fue vendida y cerrada, sin embargo la población ya estaba sólidamente establecida, por lo que continuó dedicándose a otras actividades rurales en menor escala, durante la época de la hacienda la mayor parte de la población estaba formada por hombres solos que provenían de otros lugares, por lo cual eran frecuentes el juego, las apuestas y como consecuencia los hechos violentos. La población continuó desarrollándose como centro agrícola, perteneciente al municipio de Cozumel, con la creación del Estado de Quintana Roo y su nueva división municipal en 1975 fue incorporada en el nuevo municipio de Benito Juárez.
En tiempos de los chicleros Don Pedro Infante visitó esta localidad él era muy amigo de Manuel Hernández Lara de la entonces acomodada familia Hernández Lara. Durante su estancia conoció al contacto que lo llevaría a la fama como cantante y actor. Tiempo después Pedro Infante , luego de alcanzar su fama él volvía al poblado de nuevo a visitar a Amalia Muy Tuz y a Eduardo Rodríguez León parientes de Manuel Hernández delegado de la localidad de aquel entonces. Pedro Infante invitaba a la familia antes mencionada a su casa de Mérida en varias ocasiones , Manuel Hérnandez viajó 2 veces en su avioneta en diligencia a Payo Obispo (actual Chetumal, Quintana Roo, México).
Los lugares que visitó este famoso fueron el antiguo palacete de Santa María, las casas de Amalia Muy Tuz (una enfrente de la delegación de Leona Vicario donde se concontraba el la ex cafetería Coffee Leona y la que fue su casa hasta 2004 enfrente del campo de béisbol).
El exdelegado Manuel Hernández Lara del poblado fue el que entregó la bandera del municipio recién creado en esa época al también exalcalde C. Alfonso Alarcón Morali en 1975.

El 23 de mayo de 2009 la población sufrió el golpe de un tornado, en un hecho sin precedentes en la zona, causando daños materiales.

## Localización y población
Leona Vicario se encuentra localizada en las coordenadas geográficas de 20°59′32″N 87°12′10″O / 20.99222, -87.20278 y a una altitud de 10 metros sobre el nivel del mar, su distancia de la cabecera municipal, Cancún, es de aproximadamente 45 kilómetros hacial suroeste, estando comunicada con ella por la Carretera Federal 180, pasando por el poblado la carretera libre, mientras que la autopista de cuota pasa por las afueras de la población, tanto la carretera como la autopista la comunican hacia el oeste con el municipio de Lázaro Cárdenas y el Estado de Yucatán; además una carretera estatal que sigue la antigua vía de los trucks la une por interior del municipio con Central Vallarta y Puerto Morelos, a través de esta carretera se puede comunicar con la Carretera Federal 307 que la une con el sur del estado.
Es la principal concentración de población de Benito Juárez fuera de la zona metropolitana de Cancún que incluye a Alfredo V. Bonfil, su población total en 2010 según los resultados del Censo de Población y Vivienda realizado ese año por el Instituto Nacional de Estadística y Geografía es de 6,517 habitantes, de los que 3,366 son hombres y 3,151 son mujeres.